# Arnold Gluckman
Pour les articles homonymes, voir Gluckman.
Arnold Gluckmann (Autriche-Hongrie, 1894 - São Paulo, 1951) est un pianiste, violoniste, compositeur et chef d'orchestre austro-hongrois actif au Brésil depuis 1917.
Il fait partie des immigrants européens qui ont eu un impact important dans l'établissement de la samba urbaine en y apportant des éléments d'Europe.

## Biographie
Né en 1894 en Autriche-Hongrie, Arnold Gluckman arrive au Brésil probablement en 1917,.
Gluckman apparaît dans un grand nombre d'enregistrements de Noel Rosa, l'une des figures pionnières de la samba, alors que Rosa est initialement très réticent à l'intégration d'« extrangérismes ». Considéré comme un bon pianiste, il fait néanmoins face à une forte concurrence. et commence sa vie comme tel, avec beaucoup de difficultés en raison du nombre de concurrents. Il compose néanmoins de nombreuses chansons pour des labels discographiques.
Sa formation érudite lui permettant d'accompagner des orchestres comme chanteur lyrique ou duo de chambre avec violon, il rencontre l'influent chef d'orchestre Francisco Braga (pt). Ce dernier le recommande à la tête de l'orchestre du tout nouveau (1924) Radio Club de Rio de Janeiro : Gluckman s'exprime beaucoup à la radio, arrivée il y a peu au Brésil, tant à Rio de Janeiro qu'à São Paulo.
Gluckman continue à diriger quelques concerts de musique classique par la suite. Il est généralement décrit comme « sympathique, mais très irritable lorsqu'il s'agissait de perfectionner l'exécution musicale sous sa responsabilité ».
Entre 1931 et 1940, la samba est le genre de chanson populaire le plus enregistré au Brésil, avec près d'un tiers du répertoire total ; les sambas et les marches représentent ensemble un peu plus de la moitié du répertoire enregistré pendant cette période. Grâce à la nouvelle technologie d'enregistrement électromagnétique, il est possible de capturer les instruments de percussion présents dans les écoles de samba. La samba Na Pavuna d'Almirante, interprétée par le Bando de Tangarás, est la première à être enregistrée en studio avec les percussions qui caractériseront désormais le genre : tamborim, surdo, pandeiro, ganzá, cuíca, entre autres. Malgré la présence de ces instruments de percussion, les enregistrements de samba en studio sont marqués par la prédominance d'arrangements orchestraux avec des cuivres et des cordes. Tandis que la question de l'authenticité de leur production est sujette à caution et décriée de par leurs origines, ce schéma orchestral est surtout imprimé par des arrangeurs d'origine européenne, dont Simon Bountman, Romeu Ghipsman, Ignácio Kolman, Lúcio Chameck, Harry Kosarin et Arnold Gluckman, des chefs d'orchestre dont la formation érudite a fini par conférer un son symphonique européen à la contre-mélodie et au rythme de tambour de la samba estacienne,,,,. Un gain esthétique indéniable a été apporté par eux, les circonstances techniques exigeant des solutions créatives de la part des arrangeurs et des interprètes. Les interventions de ces « déformateurs de samba » ont pourtant eu un accueil mitigé par leurs contemporains, étant accusés d'« empêcher l'émergence de ce qu'est le Brésil »,.
Arnold Gluckman orchestre et dirige une importante production de 1941, O dia é nosso, mise en scène par Milton Rodrigues,.
Arnold Gluckman meurt à São Paulo en 1951,.